# Kapitalismens svarta bok
Kapitalismens svarta bok (originaltitel på franska: Le Livre noir du capitalisme) är en fransk antologi från 1998, som utgivits som ett svar på Kommunismens svarta bok (1997).

## Om antologin
Antologin består av ett trettiotal artiklar skrivna av bland annat ekonomer, historiker och sociologer. Redaktör för antologin var den franska skribenten Gilles Perrault (1931-2023).
Artiklarna i antologin har gemensamt att de behandlar de övergrepp, misslyckanden och det lidande som författarna menar att kapitalismen är skyldig till. Däribland kan nämnas baksidorna med globaliseringen, betydelse för att första världskriget inleddes och kolonialism.
Boken kan ses som ett svar på 1997 års utgivna verk Kommunismens svarta bok.

## Kritik
Journalisten Ingvar Oja menade i Dagens Nyheter (DN) bland annat att Kapitalismens svarta bok genom att måla med bred pensel och därmed tillskriver kapitalismen så många av världens missförhållanden missat sitt mål genom att den blivit en beskrivning av människans ondska snarare än kapitalismens dito.
Tidskriften Clartés skribent Pierre Gilly menade i stället i en recension bland annat att boken belyser okontroversiella historiska händelseförlopp som få torde ifrågasätta att kapitalismen haft en roll i. Samtidigt som antologin genom sin ämnesmässiga bredd inte lyckas koppla samman de skeenden den beskriver med det kapitalistiska systemet på ett tydligt sätt för läsaren.